# Пуни
Пуните са етнически смесена група от хора населявали античен Картаген, известни още от историографията и като картагенски хора.
Закалката им е от западносемитските народи населявали Ханаан в древността. Към семитите се присъединяват либийци и берберите от Северна Африка (които са повече от 70%). За разлика от другите финикийци, пуните развиват земевладелска олигархия, която управлява земите във вътрешността на страната в Северна Африка и контролира транссахарската търговия със Сахел и Судан (област) с Черна Африка на юг. В античността по северноафриканското крайбрежие и в Магреб в частност, поради климата е имало големи площи обработваеми земи, които били доста плодородни за разлика от 21 век – тъй наречената картагенска хора.
В античността пуните установяват контрол над крайбрежните райони на Магреб, Триполитания, Сардиния, Корсика, Сицилия, Балеарските острови, Малта, както и над някои други по-малки острови в западната част на Средиземно море и по атлантическото крайбрежие на Иберийския полуостров, въпреки че последното се оспорва. На Балеарските острови, в Сардиния, Корсика и Сицилия изграждат силни икономически и политически връзки с местното население от вътрешността. Тяхното военноморско присъствие и търговски стокообмен излизат от рамките на Средиземно море и достигат в Атлантика до Британските острови, Канарските острови и Западна Африка. След Пуническите войни, римляните използван названието им като епитет в смисъла на коварство.
Пуните винаги са се чувствали свързани със своя град-майка – Тир. Финикийците се заселват в Северозападна Африка (Магреб) и други области овладени от Картаген още преди основаването на града. В тези райони те влизат в общение с местните бербери.
Пуните почитат и принасят в жертва деца на Баал-Молох и въпреки че възприемат и други нумидийски и някои древногръцки и древноегипетски богове, остават в религиозно отношение презрени от всички околни заради придържането си към старите западносемитски културни идентичности и практики, като детеубийството. Пуните провеждат и две океански пътешествия покрай бреговете на Мароко достигайки до Черна Африка, както и на север до Британските острови.
След унищожаването на Картаген по времето на Римската империя, много римляни с пунически произход просперират. Картаген е наново възстановен около 46 г. пр.н.е., вече като римски град от Юлий Цезар. Римски Картаген просперира, като дори се издига до втори търговски имперски център след Константинопол през 4 век. Разпространението на християнството в Римската империя е особено успешно в Северна Африка. Картаген става християнски град още по времето на т.нар. ранно християнство.
В демографски и културен план региона на Римски Картаген се трансформира от бурните събития като вандалската война, последвана от арабско-ислямското завоюване на Северна Африка през 7 век.

## Известни хора с пунически иримокартагенскипроизход
- Ханибал
- Септимий Север
- Каракала (син на Север)
- Тертулиан
- Фелицитата и Перпетуя
- Киприян Картагенски
- Дахия ал-Кихина